# Stylogyne canaliculata
Stylogyne canaliculata là một loài thực vật có hoa trong họ Anh thảo. Loài này được (Lodd.) Mez miêu tả khoa học đầu tiên năm 1902.